# Ký túc xá Đại học Quốc gia Thành phố Hồ Chí Minh
Ký túc xá Đại học Quốc gia Thành phố Hồ Chí Minh (Ký túc xá ĐHQG-TPHCM) là hệ thống ký túc xá xây tại Khu đô thị Đại học Quốc gia Thành phố Hồ Chí Minh (còn gọi với tên phổ biến: Khu đô thị ĐHQG-HCM hay Làng Đại học Thủ Đức). Ký túc xá ĐHQG-TPHCM gồm có 02 khu: A và B. Địa chỉ: Đường Tạ Quang Bửu, Khu phố 6, phường Linh Trung, thành phố Thủ Đức, Thành phố Hồ Chí Minh, điện thoại: 1900 05 55 59 (111). Về mặt hành chính hiện nay, các khu của Ký túc xá đều tọa lạc tại phường Đông Hòa, thành phố Dĩ An, tỉnh Bình Dương, giáp ranh với thành phố Thủ Đức. Xung quanh Ký túc xá là hệ thống các trường đại học thành viên, trực thuộc Đại học Quốc gia Thành phố Hồ Chí Minh, Trường Đại học Thể dục Thể thao Thành phố Hồ Chí Minh, Trường Đại học An ninh Nhân dân, Trung tâm Giáo dục Quốc phòng và An ninh ĐHQG-TPHCM.
Ký túc xá ĐHQG-TPHCM được định hướng trở thành ký túc xá lớn nhất Việt Nam, với diện tích quy hoạch cả ba khu là 42,08 ha (trong đó khu A là 20,47, khu B là 21,61 ha). Các khu Ký túc xá hiện có tổng cộng 47 tòa nhà từ 5 đến 16 tầng . Ký túc xá tạo điều kiện học tập, sinh hoạt, rèn luyện, chỗ ở cho sinh viên Đại học Quốc gia Thành phố Hồ Chí Minh nói riêng và sinh viên các trường Đại học khác tại địa bàn Thành phố Hồ Chí Minh nói chung nếu có nhu cầu ở ký túc (đặc biệt là nhóm trường Đại học phía Đông Bắc Thành phố).
Hiện nay, Ký túc xá ĐHQG-TPHCM được quản lý bởi Trung tâm Quản lý Ký túc xá, được thành lập theo Quyết định số 02/QĐ/ĐHQG/TCCB ngày 04/01/2000 của Giám đốc ĐHQG-TPHCM.
Từ năm học 2021-2022, Ký túc xá ĐHQG-HCM tổ chức cho hơn 36.000 sinh viên sinh hoạt và học tập.

## Bộ máy tổ chức Ký túc xá
Bộ máy tổ chức Ký túc xá gồm:
- Giám đốc Ký túc xá: Chịu trách nhiệm toàn mặt về hoạt động của Trung tâm Quản lý Ký túc xá trước lãnh đạo ĐHQGTPHCM. Giúp việc cho Giám đốc là các Phó Giám đốc chịu trách nhiệm trong các mảng công tác chuyên môn.
- Văn phòng Ký túc xá: Chịu trách nhiệm trước Ban Giám đốc về công tác tổ chức cán bộ, hành chính tổng hợp. Là đầu mối liên hệ công việc với các đơn vị trong và ngoài ĐHQGTPHCM.
- Phòng Công tác Sinh viên: Tham mưu cho Ban Giám đốc về công tác tiếp nhận, bố trí và sắp xếp sinh viên vào ở Ký túc xá; chăm lo đời sống vật chất, văn hóa tinh thần cho sinh viên.
- Phòng An ninh: Đảm bảo công tác an ninh trật tự, an ninh chính trị, an toàn con người, tài sản trong phạm vi Ký túc xá. Phối hợp với chính quyền các địa phương trong việc tuần tra, phòng chống tội phạm, tệ nạn xã hội tại Khu Đô thị ĐHQGTPHCM.
- Phòng Công nghệ thông tin - Dữ liệu: Thực hiện công tác thông tin tuyên truyền, văn hóa tư tưởng. Tổ chức các sân chơi, câu lạc bộ, đội, nhóm sở thích, tạo môi trường tự rèn luyện cho sinh viên, tổ chức các loại hình dịch vụ, hoạt động văn hóa, văn nghệ, TDTT phục vụ sinh viên.
- Phòng Quản trị - Thiết bị: Tham mưu cho Ban Giám đốc về công tác quy hoạch, xây dựng cơ bản, quản lý, sử dụng và sửa chữa cơ sở vật chất, trang thiết bị; vệ sinh môi trường, cảnh quan của Ký túc xá.
- Phòng Kế hoạch - Tài chính: Tham mưu cho Ban Giám đốc về công tác kế hoạch tài chính, chế độ kế toán và quản lý sử dụng hiệu quả các nguồn tài chính; chịu trách nhiệm thu, trả các khoản lệ phí của sinh viên. Phòng Dịch vụ - Dự án: Tham mưu cho Ban Giám đốc về công tác dịch vụ phục vụ đời sống sinh viên; công tác kêu gọi, hợp tác, đầu tư các dự án phục vụ đời sống sịnh viên.
- Trạm Y tế: Chịu trách nhiệm về công tác chăm sóc sức khoẻ, khám chữa bệnh cho sinh viên. Thực hiện công tác phòng chống dịch bệnh, kiểm tra, giám sát vệ sinh an toàn thực phẩm, vệ sinh môi trường trong Ký túc xá. 08 Ban quản lý cụm nhà (khu A: A.F, A.G, A.H; khu B: B.A, B.B, B.C, B.D và B.E) trực tiếp tổ chức đời sống sinh viên; đảm bảo công tác an ninh chính trị, an toàn, PCCC &CNCH, vệ sinh nội vụ cho sinh viên thuộc cụm nhà mình quản lý.

## Các khu của Ký túc xá

### Khu A
Khu A của Ký túc xá tọa lạc bên cạnh Cơ sở ngoại thành của Trường Đại học Bách Khoa Thành phố Hồ Chí Minh, hiện có 18 đơn nguyên nhà 5 tầng với sức chứa khoảng 7.000 chỗ ở do ĐHQGTPHCM và các tỉnh thành xây dựng, bao gồm: An Giang, Bà Rịa – Vũng Tàu, Bến Tre, Bình Dương, Bình Phước, Bình Thuận, Đồng Nai, Khánh Hoà, Lâm Đồng, Quảng Ngãi, Tây Ninh, Tiền Giang, Thành phố Hồ Chí Minh và Vĩnh Long.

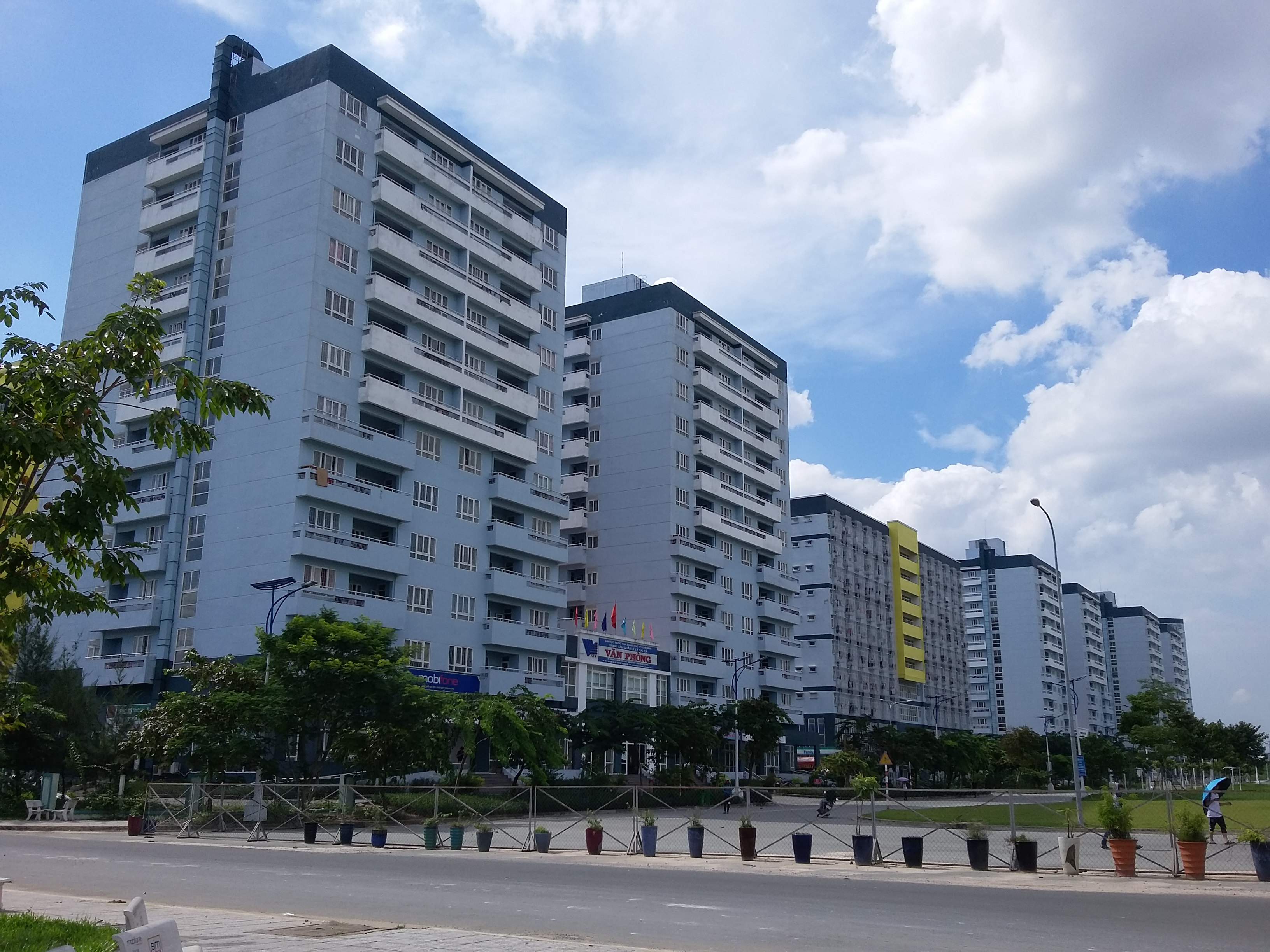
Một góc Ký túc xá Khu B.

Ngoài ra, Khu A còn có 04 đơn nguyên nhà 12 tầng với sức chứa hơn 4.500 chỗ ở do Chính phủ xây dựng.
Khu A và khu A mở rộng tiếp nhận tất cả sinh viên thuộc các cơ sở đào tạo có ký kết hợp tác với Trung tâm Quản lý Ký túc xá đăng ký ở.

### Khu B
Khu B của Ký túc xá cách xa hai khu trên khoảng 3,5 km, hiện gồm 25 đơn nguyên nhà từ 12 đến 16 tầng hiện tiếp nhận gần 30.000 chỗ ở do Chính phủ xây dựng.
Khu B cho phép sinh viên Đại học Quốc gia Thành phố Hồ Chí Minh và các trường Đại học, Cao đẳng khác ngoài Đại học Quốc gia đăng ký ở.

## Hệ thống dịch vụ Ký túc xá

### Nhà ăn
- Khu A: A5, A8, A18, AG4;
- Khu B: BA4 (02 nhà ăn), B4, B5, C3-C4, D2, D5-D6, E1, G1, F2.

### Căn tin phục vụ ăn sáng, trưa, chiều
- Khu A: A3, A4, A8, A11, A12, A18, AH1, AH2, AG3, AG4;
- Khu B: BA1, BA2, BA4, B2, B3, B4, B5, C2, C3, C4, D2, D3, D4, D5, E1, G1;

Ngoài ra, Ký túc xá còn có một số quán giải khát, cà phê.

### Internet
Dịch vụ cung cấp đường truyền Internet tại KTX ĐHQG cung cấp các dịch vụ internet theo các gói cước: gói theo dung lượng, gói một ngày, một tuần, nửa tháng, một tháng; gói cước cho một thuê bao sử dụng cho một thiết bị; gói Room cho cả phòng. Gồm các nhà cung cấp dịch vụ: 
- Mạng dây KTX
- Mạng wifi các tòa nhà
- Mạng wifi miễn phí tại các khu vực công cộng, phòng tự học

### Các dịch vụ khác
- Đại lý Bưu điện A7, C3, D4;
- Đại lý cửa hàng Viettel A17, D4;
- Các câu lạc bộ vui chơi giải trí: Bóng bàn, Bida: Cụm nhà A.F, cụm nhà A.H, cụm nhà B.C;
- Thể hình: A18, B3, BA5, E1;
- Sân bóng đá mini cỏ nhân tạo A2-A6;
- Café wifi, giải khát, giao lưu hát với nhau, truyền hình trực tiếp bóng đá;
- Tạp hoá, văn phòng phẩm, hàng lưu niệm: A2, A3, A5, A6, A8, A14, A17, A18 và siêu thị mini A19, BA3, BA5, D3, nhà sách ở khu B, Thư viện Trung tâm tại C1-C2;
- Dịch vụ cắt tóc A11, E1;
- Photocopy: A4, BA1, BA3, D2;
- Dịch vụ sửa, rửa xe tại Nhà A20 và A1-A2;
- Các dịch vụ văn hóa, tổng hợp đặt tại tầng trệt nhà BA3-BA5;
- Siêu thị: T-Mart (D5), MiniStop, FamilyMart;

### Dịch vụ giặt quần áo
Hiện Ký túc xá có 2 trung tâm giặt áo quần phục vụ sinh viên: Trung tâm giặt đồ tầng trệt A10, A12, Trung tâm giặt đồ tầng 1 AH1-H2 và Trung tâm giặt đồ tại nhà BA4, B2, D6, E1 Ký túc xá Khu B.

### Hệ thống xe buýt đưa đón sinh viên

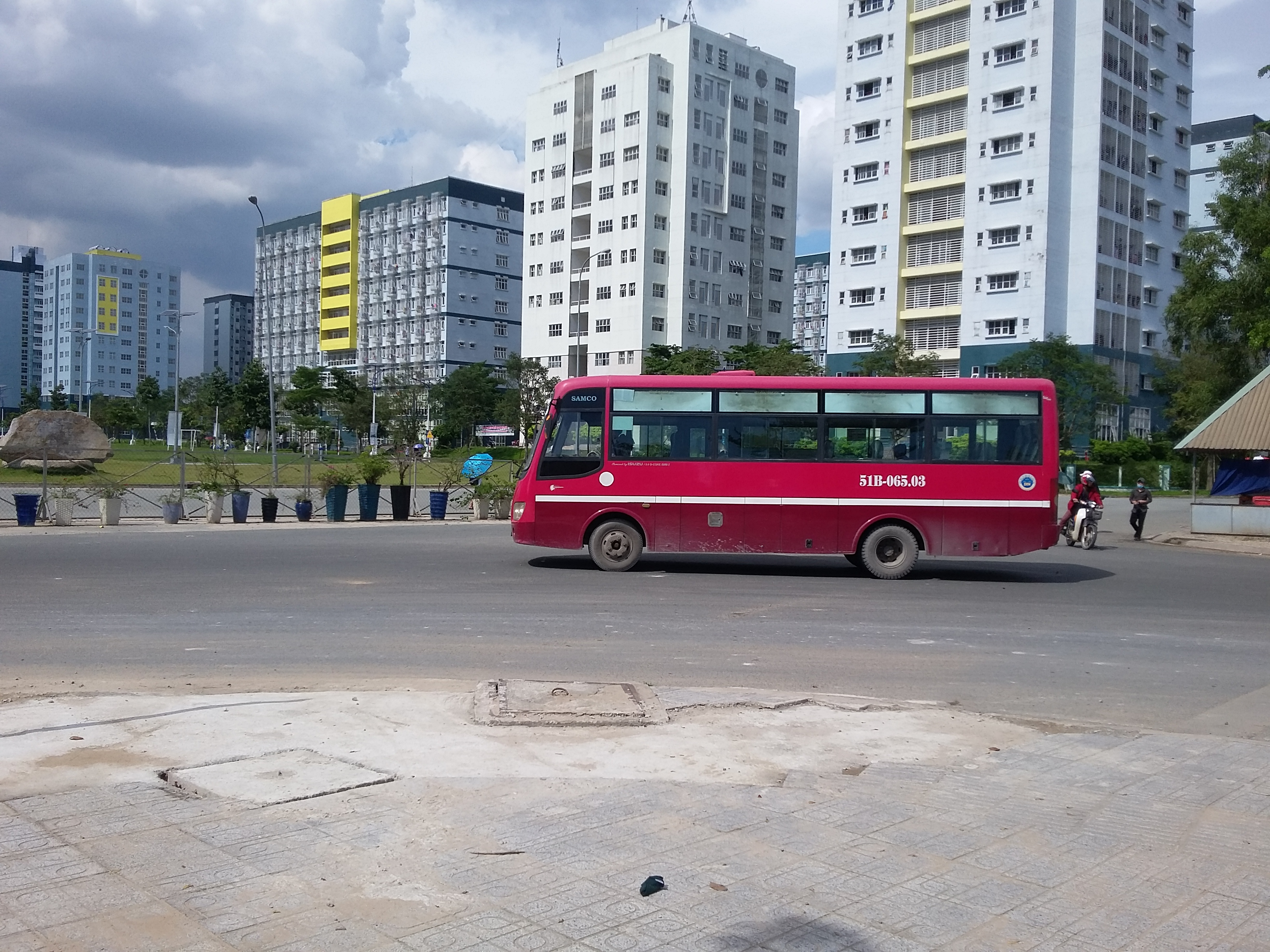
Xe buýt số hiệu 99 đi ngang cổng Khu B.

- Tuyến số 8: Bến xe Quận 8 - Bến xe Miền Đông – Đại học Bách khoa TP.HCM (Cơ sở Quận 10) - Trường Đại học Văn Hiến - Cao đẳng Vinatex - Chợ Thủ Đức - Cao đẳng Xây dựng 2 - Trường Đại học Sư phạm Kỹ thuật Thành phố Hồ Chí Minh - Trạm HUTECH và khu Công nghệ cao Quận 9 - Suối Tiên - Đại học Quốc Tế - Đại học Khoa học Tự Nhiên - bến xe buýt ĐHQG khu A [5].
- Tuyến số 10: Bến xe Miền Tây - Đại học Kinh tế - Học viện Hành chính Quốc gia - Ngã tư Thủ Đức - Suối Tiên - Bến xe buýt ĐHQG khu A[6]
- Tuyến số 33: Bến xe An Sương – Bến xe Ngã tư Ga - Trường Đại học Nguyễn Tất Thành – Trường Đại học Kinh tế - Luật – Đại học Nông Lâm – Suối Tiên - KTX Khu A - Bến xe buýt ĐHQG khu B[7].
- Tuyến số 52: Bến Thành - Đại học HUTECH - Ngã tư Thủ Đức - Trạm HUTECH - khu Công nghệ cao Quận 9 - Thư viện trung tâm ĐHQG - Bến xe buýt ĐHQG khu A - Đại học Quốc tế [8]
- Tuyến số 53: Bến xe Lê Hồng Phong - Bến Bạch Đằng - Đại học Sư phạm Kỹ thuật TP. HCM (đầu đường Lê Văn Chí) - Đại học Ngân hàng - Suối Tiên - Bến xe buýt ĐHQG khu A - Đại học Khoa học Xã hội và Nhân văn - Đại học Khoa học tự nhiên - Đại học Quốc tế - bến xe buýt ĐHQG khu B[9].
- Tuyến số 99: Chợ Thạnh Mỹ Lợi - Trường Cao đẳng Công Thương - Đại học Giao thông Vận tải Cơ sở 2 - Suối Tiên - KTX Khu A - Bến xe buýt ĐHQG khu B[10].

#### Khu B
Tại khu B Ký túc xá có bến xe buýt đang hoạt động với 3 tuyến xe: 33, 53 và 99. Trong những giờ cao điểm, giờ đi học của sinh viên luôn có rất đông sinh viên đứng đợi đón xe buýt dẫn đến tình trạng quá tải thường xuyên tại các tuyến 33, 53.

## Tình trạng, sự cố hoạt động

### Tình trạng kiến ba khoang
Vào mùa mưa, đặc biệt là các tháng 9-10-11, tình trạng kiến ba khoang tấn công Ký túc xá xảy ra rất thường xuyên, làm đảo lộn việc học tập, sinh hoạt của hàng ngàn sinh viên sinh sống tại đây. Nguyên nhân là do khu vực xung quanh Ký túc xá là môi trường có nhiều bãi cỏ ẩm mục, khoảng trống sân vườn, suối chảy qua là điều kiện tốt để kiến ba khoang phát triển.
Tại Khu B, tất cả các tòa, các lầu đều có sinh viên bị kiến ba khoang cắn. Thời điểm ban đêm khi có ánh sáng đèn là lúc kiến ba khoang xuất hiện nhiều nhất. Tình trạng kiến có mặt tại mọi nơi trong phòng, nhà vệ sinh, trần nhà và giường ngủ sinh viên.

### Tình trạng an ninh
Từ các cơ sở đào tạo của ĐHQG-HCM đến Ký túc xá Khu B là con đường dài 3 - 4 km. Để đến được Ký túc xá, sinh viên phải băng qua khu vực hồ đá và rừng tràm trải dài dọc đường. Hiện các cung đường đã được đầu tư và lắp đặt đèn, các thiết bị, dụng cụ để phục vụ đi bộ, tham quan, thể dục và ngắm cảnh, điểm check in cho sinh viên.
Hiện nay, an ninh khu vực này đã được thắt chặt, tăng cường đèn điện chiếu sáng. Ngay đầu đường vào khu hồ đá, tại "ngã tư Quốc phòng" được lập một chốt bảo vệ thường trực 24/24. Bên trong khu vực hồ có thêm hai chốt bảo vệ chặn các ngả đường. Xung quanh hồ đã được rào chắn bằng thép gai cùng với nhiều biển hiệu cảnh báo nguy hiểm.

### Tình trạng quá tải xe buýt
Từ Ký túc xá Khu B đến các trường thuộc ĐHQG-HCM, xe buýt là lựa chọn tối ưu của đa số sinh viên. Tại đây, đã có sẵn bến xe buýt với 3 tuyến thường xuyên hoạt động mang số hiệu: 33, 53 và 99, thời gian giãn cách tùy vào từng thời điểm trong ngày, ngắn nhất từ 1-3 phút, dài nhất từ 10-20 phút.
Tại Khu B, vào những giờ cao điểm, giờ đi học của sinh viên luôn có rất đông sinh viên đứng đón tại trạm xe buýt gần cổng Ký túc xá. Dẫn đến tình trạng chen chúc, quá tải. Hiện sinh viên sử dụng các phương tiện cá nhân nhiều nên tình trạng quá tải của xe buýt đã giảm đáng kể, chỉ đông trong các thời điểm cao điểm.

### Vụ giòi bò trong phần ăn tại căn tin Ký túc xá Khu B
10 giờ sáng ngày 14 tháng 6 năm 2016, B.Q.T (sinh viên trường Đại học Nông Lâm TP.HCM) mua cơm từ căn tin nhà B3 Ký túc xá Khu B về phòng ăn. Khi mở ra, sinh viên này phát hiện giòi đang bò lúc nhúc trên phần ăn của mình và chia sẻ lập tức lên mạng xã hội.
Sau 15 phút nhận được thông tin sinh viên phản ánh, Tổ vệ sinh an toàn thực phẩm Ký túc xá đã có mặt kiểm tra thực tế toàn bộ thực phẩm và lập biên bản tạm ngưng hoạt động căn tin. Đây không phải là lần đầu tiên sinh viên phát hiện đồ ăn mua từ căn tin Ký túc xá có giòi. Trước đó, tình trạng mất vệ sinh tại đây đã diễn ra nhiều lần và các chủ nhà ăn cũng đã hứa hẹn không tái phạm.
Vụ việc trên đã dấy lên tình trạng an toàn vệ sinh thực phẩm tại Ký túc xá nói riêng và khu vực làng đại học nói chung, vốn là vấn nạn bức xúc nhiều năm nay của hàng ngàn sinh viên và người dân sinh sống tại khu vực này.

### Vụ nứt sàn nhà tòa E1 Ký túc xá Khu B
Đầu tháng 9 năm 2016, trên mạng xã hội xuất hiện clip chia sẻ cho thấy những vết nứt xuất hiện dưới nền nhà tại tòa E1 Ký túc xá Khu B. Trong clip, các vết nứt có độ rộng khoảng 0,5 cm - 1 cm và kéo dài, hai bên là lớp gạch nền nhô lên khá cao.
Sau khi nhận được phản ánh từ sinh viên, Ban quản lý Ký túc xá đã thông báo đến nhà thầu xây dựng trực tiếp đến hiện trường để khảo sát và kiểm tra chất lượng công trình. Ông Phạm Minh Châu, Phó tổng giám đốc Công ty Xây dựng Sông Hồng Sài Gòn cho rằng nguyên nhân gây nứt sàn là do lớp gạch nền để trong thời gian dài không sử dụng (thời gian chờ sử dụng hơn 2 năm) khiến độ ẩm căn phòng hanh khô, sau khi sinh viên vào sử dụng và lau chùi liền, khiến độ ẩm thay đổi đột ngột dẫn đến tình trạng vỡ nứt, bung gạch như trên. Nhà thầu đưa ra biện pháp khắc phục là tháo dỡ nền gạch cũ cùng phần hồ khô bên dưới và ốp lại nền gạch mới, dán keo mới.

### Vụ hàng trăm xe máy chìm trong nước dưới tầng hầm
Ngày 26 tháng 9 năm 2016, trong và sau trận mưa kỷ lục bao trùm Thành phố Hồ Chí Minh, tầng hầm Ký túc xá Khu A mở rộng (tòa H1, H2) ngập sâu trong biển nước đến 2 m, nhấn chìm hàng trăm xe máy của sinh viên, nhân viên Ký túc xá. Theo ước tính, tầng hầm có thể chứa đến 500 m³ nước.
Ông Trần Thành Nhơn, trưởng phòng Cảnh sát Phòng cháy chữa cháy thị xã Dĩ An (tỉnh Bình Dương), cho biết hàng chục chiến sĩ PCCC cùng 3 xe chuyên dụng của đơn vị đã nỗ lực hút nước từ trong hầm xe ra bên ngoài từ 21 giờ tối 26 tháng 9.
Chiều 27 tháng 9, nhiều sinh viên vẫn phải lội nước cao đến nửa mét để dắt xe ra ngoài. Ngoài hành lang, hàng trăm xe máy tập trung sắp thành hàng dài để sửa chữa, thay dầu nhớt.
Ngay sau khi đưa xe ra khỏi hầm, Ký túc xá đã bố trí 10 thợ sửa xe máy để sửa xe miễn phí cho sinh viên. Tuy nhiên với số lượng lớn xe máy nên nhiều sinh viên phải tự sửa hoặc đưa xe đến các tiệm sửa bên ngoài.
Ngày 28 tháng 9, Ban quản lý Ký túc xá quyết định hỗ trợ mỗi trường hợp xe hỏng 60.000 đồng, chi phí sửa chữa còn lại do sinh viên tự chi trả. Tuy nhiên, sinh viên cho rằng số tiền đó "không giải quyết được gì cả" và đáng lẽ nên hỗ trợ 50 – 60 % chi phí sửa chữa cho một chiếc xe. Vì chi phí có thể lên đến hàng triệu, thậm chí chục triệu đồng do xe bị ngâm nước quá lâu.